# 新國民黨連線
新國民黨連線，簡稱新連線，中國國民黨內的非主流派派系，1989年8月形成於立法院，1990年正式成立，由黨內的少壯派組成，主張「黨務改革」，是新黨的前身。
新國民黨連線成員由國民黨內的少壯派立委組成。1988年蔣經國逝世，以趙少康為首的新生代立委支持依程序由李登輝接任國民黨主席，並反對宋美齡為首的「夫人派」控制黨主席人選。
1989年8月25日，趙少康、李勝峰等人對外宣布將成立遊說團體，要求黨務民主化。同年年底，聯合國民黨內在1989年立法委員選舉當選的青壯派人士，倡議「國民黨改造運動」，在立法院推動陽光法案。1990年2月後，二月政爭逐漸白熱化，新連線因接二連三挑戰黨中央得罪當權派，導致在1992年的黨內提名時有三分之一成員未能獲得黨提名，其中不獲提名連任的立委又以本省籍居多，被視為黨中央要孤立新連線、使其成為一個「外省人政團」的黨內鬥爭，部分不獲提名的新連線成員仍自行競逐參選。
1992年立委選舉，新國民黨連線大獲全勝。1993年，新國民黨連線在台灣南北舉行十八場「請問總統先生」說明會，開始批判李登輝；同時，舉行新連線政治團體成立大會，厚植實力。1993年8月10日，新國民黨連線脫離國民黨，成立新黨。
1993年3月14日，新國民黨連線在高雄市立高雄高級中學大禮堂舉辦演講會，遭泛綠支持者暴力破壞，是為三一四事件；新國民黨連線成員座車開進高雄市建國路時被民進黨立委朱星羽率眾阻攔，朱星羽站上新國民黨連線成員座車車頂並大力踹踏，最後朱星羽趁著警方出來保護新國民黨連線成員時下車並安全離開，新國民黨連線成員無人受傷；事後，新國民黨連線成員無人控告朱星羽，朱星羽踏壞的座車車頂以賠償修車費新臺幣14萬元了事。

## 立法院的新國民黨連線成員
1989年第一屆第六次增額立法委員：趙少康、李勝峰、周荃、陳癸淼、王滔夫、洪秀柱、郁慕明、洪昭男、丁守中、沈智慧、蔡璧煌。
1992年第二屆立法委員：趙少康、周荃、陳癸淼、洪秀柱、韓國瑜、郁慕明、洪昭男、丁守中、沈智慧、蔡璧煌。
部分新國民黨連線立委在1993年新黨成立時未加入新黨，選擇留在中國國民黨，如韩国瑜。
新黨第二屆立委名單為：朱高正、李慶華、周荃、陳癸淼、趙少康、謝啟大。共有六名立委。